# ミルズ郡 (テキサス州)
ミルズ郡（ミルズぐん、英: Mills County）は、アメリカ合衆国テキサス州の中央部、エドワーズ高原に位置する郡である。2010年国勢調査での人口は4,936人であり、2000年の5,151人から4.2%減少した。郡庁所在地はゴールドスウェイト市（人口1,878人）であり、同郡で人口最大の町でもある。郡名はテキサス州最高裁判所判事ジョン・T・ミルズに因んで名付けられた。

## 年譜
- ミルズ郡となった地域の最初の住人はアパッチ族やコマンチ族インディアンだった[4]
- 1786年-1789年、ペドロ・ビアルがスペインのためにサンアントニオからサンタフェに至るルートを探検して、地域を通過した[4]
- 1828年、ヘンリー・スティーブンソン・ブラウン大尉が、インディアンに盗まれた家畜を取り戻すために地域を通過した[4]
- 1852年、ディック・ジェンキンスが地域最初の恒久的開拓者になった[4]
- 1857年、メソジストの巡回牧師がチャールズ・マリンの丸太小屋で、地域最初の礼拝を行った[4]
- 1858年、モース・ジャクソン夫妻とその2人の子供が、ジャクソンスプリングスでインディアンに殺され、他に2人の子供が捕虜になった。開拓者達がソルトギャップでインディアンの行方を追跡し、テキサス・レンジャーの1個中隊が捕虜になっていた子供達を取り戻した[5]
- 1869年-1897年、南北戦争後の地域は無法状態になっていた。自警委員会が恐怖状態を作った。リンチや暗殺が日常のことになった。法と秩序を回復させるためにテキサス・レンジャーが招請された[4]
- 1885年、ガルフ・コロラド・アンド・サンタフェ鉄道が地域に入る線を敷いたときに、ゴールドスウェイトの町が造られた[4]
- 1887年、テキサス州議会がブラウン郡、コマンチ郡、ハミルトン郡、ランパサス郡の一部を合わせてミルズ郡を設立した。ゴールドスウェイトが郡庁所在地に指定された[4]
- 1890年、郡庁舎が建設された[6]

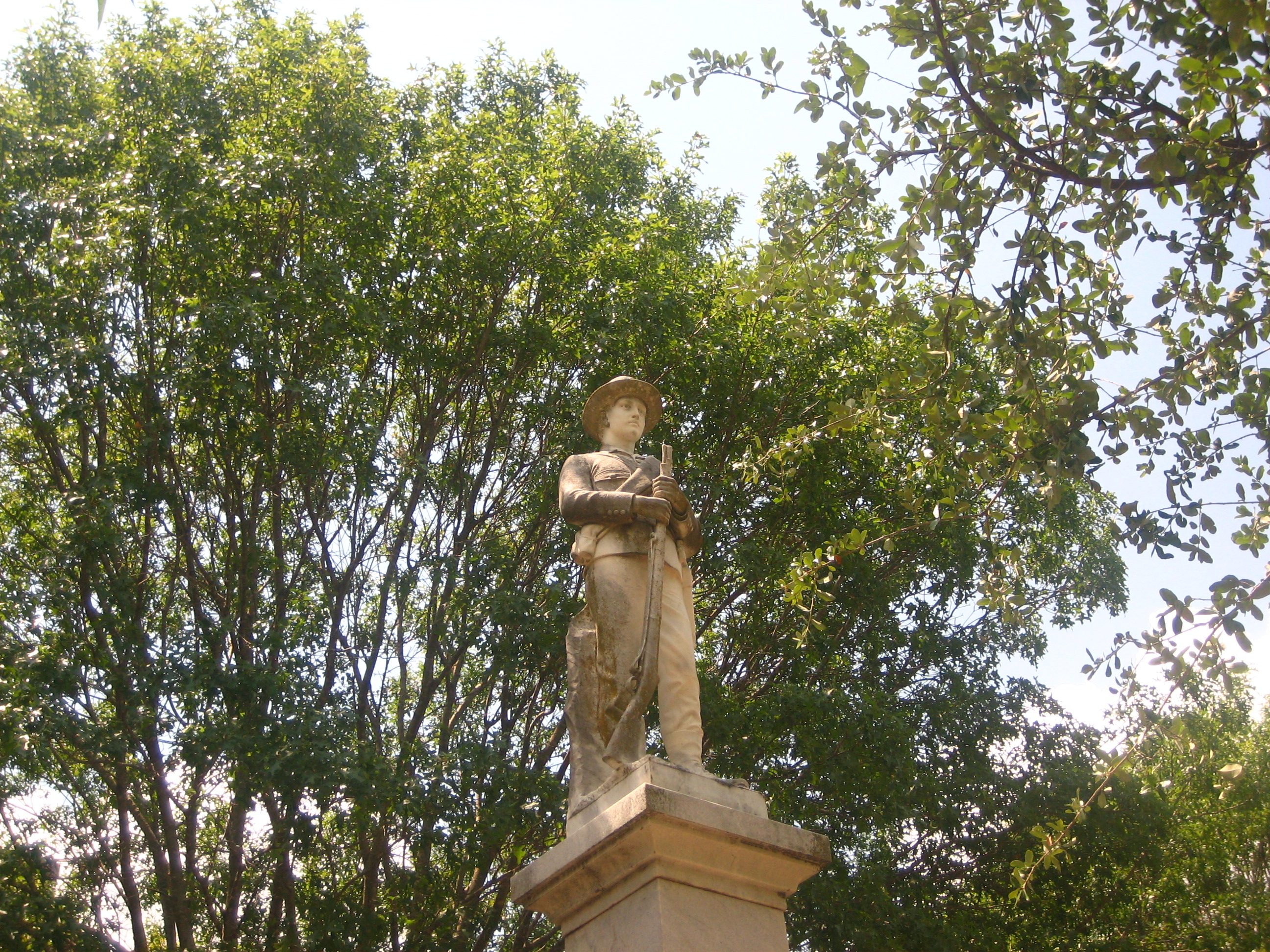
ミルズ郡庁舎前にある南軍兵士の像

- 1905年、ゴールドスウェイトで南軍兵士の再会集会が開かれた[7]
- 1912年、郡庁舎が焼失し、放火が疑われた[6]
- 1913年、新しく古典復古調の煉瓦、石、コンクリート造りの郡庁舎が建設された。設計はヘンリー・フェルプスだった[6]
- 1915年、ゴールドスウェイト市にあるミルズ郡庁舎前に南軍兵士の像が置かれた。この像は大衆の寄付、市民団体のセルフカルチャークラブ、ジェフ・デイビス・キャンプ117、南軍退役兵の会によって造られた[8]
- 1982年、郡内で石油が発見された[4]

## 地理
アメリカ合衆国国勢調査局に拠れば、郡域全面積は750平方マイル (1,942 km2)であり、このうち陸地748平方マイル (1,938 km2)、水域は2平方マイル (5 km2)で水域率は0.24%である。

### 主要高規格道路
- アメリカ国道84号線
- アメリカ国道183号線
- テキサス州道16号線

### 隣接する郡
- コマンチ郡 - 北
- ハミルトン郡 - 北東
- ランパサス郡 - 南東
- サンサバ郡 - 南西
- ブラウン郡 - 北西

## 人口動態
以下は2000年の国勢調査による人口統計データである。
| 基礎データ - 人口: 5,151人 - 世帯数: 2,001 世帯 - 家族数: 1,398 家族 - 人口密度: 3人/km2（7人/mi2） - 住居数: 2,691軒 - 住居密度: 1軒/km2（4軒/mi2） 人種別人口構成 - 白人: 89.24% - アフリカン・アメリカン: 1.26% - ネイティブ・アメリカン: 0.27% - アジア人: 0.08% - 太平洋諸島系: 0.08% - その他の人種: 7.73% - 混血: 1.34% - ヒスパニック・ラテン系: 13.03% 年齢別人口構成 - 18歳未満: 25.5% - 18-24歳: 4.7% - 25-44歳: 20.5% - 45-64歳: 26.1% - 65歳以上: 23.1% - 年齢の中央値: 44歳 - 性比（女性100人あたり男性の人口） - 総人口: 102.4 - 18歳以上: 98.2 | 世帯と家族（対世帯数） - 18歳未満の子供がいる: 27.5% - 結婚・同居している夫婦: 60.2% - 未婚・離婚・死別女性が世帯主: 7.0% - 非家族世帯: 30.1% - 単身世帯: 27.8% - 65歳以上の老人1人暮らし: 17.1% - 平均構成人数 - 世帯: 2.43人 - 家族: 2.90人 収入と家計 - 収入の中央値 - 世帯: 30,579米ドル - 家族: 37,519米ドル - 性別 - 男性: 25,933米ドル - 女性: 20,076米ドル - 人口1人あたり収入: 15,915米ドル - 貧困線以下 - 対人口: 18.4% - 対家族数: 12.7% - 18歳未満: 22.4% - 65歳以上: 17.8% |

## メディア
ミルズ郡ではゴールドスウェイト・イーグルという新聞が1紙発行されている。州中央部のウェーコ・テンプル・キリーン・メディア市場に入っており、6局のテレビ放送を受信できる他に、アビリーン・スウィートウォーター・ブラウンウッド・メディア市場の放送も受信できる。

## 都市と町
- ゴールドスウェイト - 郡庁所在地
- マリン
- デモクラット、未編入の町
- プリディ、未編入の町
- スター、未編入の町